# Amanda Elmore
Amanda Elmore (West Lafayette, 13 de marzo de 1991) es una deportista estadounidense que compitió en remo.
Participó en los Juegos Olímpicos de Río de Janeiro 2016, obteniendo una medalla de oro en la prueba de ocho con timonel. Ganó una medalla de oro en el Campeonato Mundial de Remo de 2015, en el cuatro scull.

## Palmarés internacional
| Juegos Olímpicos   | Juegos Olímpicos        | Juegos Olímpicos | Juegos Olímpicos |
| Año                | Lugar                   | Medalla          | Prueba           |
| ------------------ | ----------------------- | ---------------- | ---------------- |
| 2016               | Río de Janeiro (Brasil) | Medalla de oro   | Ocho con timonel |
| Campeonato Mundial |                         |                  |                  |
| Año                | Lugar                   | Medalla          | Prueba           |
| 2015               | Aiguebelette (Francia)  | Medalla de oro   | Cuatro scull     |